# Internationaler Hurentag
Der Internationale Hurentag, in englischsprachigen Ländern International Sex Workers’ Day genannt, ist ein inoffizieller Gedenktag, der an die Diskriminierung von Prostituierten und deren oftmals ausbeuterische Lebens- und Arbeitsbedingungen erinnert. Der Gedenktag wird seit 1976 jährlich am 2. Juni zelebriert.
Ausgangspunkt des Internationalen Hurentags als Gedenktag war der 2. Juni 1975, an dem mehr als 100 Prostituierte die Kirche Saint-Nizier in Lyon besetzten, um auf ihre Situation aufmerksam zu machen.

## Hintergrund
Anfang der 1970er setzten französische Strafverfolgungsbehörden Prostituierte in Frankreich zunehmend unter Druck. Die polizeilichen Repressalien zwangen die Frauen, zunehmend im Verborgenen zu arbeiten. Dadurch entfiel deren Schutz durch die Öffentlichkeit und dies führte zu vermehrten Gewalttaten gegen sie. Nach zwei Morden und der fehlenden Bereitschaft der Regierung, die Situation der Prostituierten zu verbessern, besetzten 1975 Sexarbeiterinnen in Lyon schließlich eine der örtlichen Kirchen – Saint-Nizier in der rue de Brest – und traten in den Streik. Nach acht Tagen wurde die Kirche durch die Polizei geräumt. Das Ereignis wird als Ausgangspunkt der Hurenbewegung angesehen.

## Deutschland
In Deutschland wurde der Internationale Hurentag erstmals am 2. Juni 1989 von der Kommunikationswissenschaftlerin Laura Méritt ausgerufen. 2024 stand der Hurentag in Berlin unter dem Motto „Sexworkers against Genocide“. Dabei wurde Israel ein Völkermord im Zusammenhang mit dem Krieg in Gaza vorgeworfen.